# Кристофър Плъмър
Кристофър Плъмър (на английски: Christopher Plummer) е канадски филмов, телевизионен и театрален актьор. 

## Биография

### Ранни години
Артър Кристофър Орм Плъмър е роден на 13 декември 1929 г. в Торонто, Канада, в семейството на Изабела Мери (моминско Абът) и Джон Орм Плъмър. Негов прадядо по майка е канадският министър-председател сър Джон Абът. Кристофър е единственото дете в семейството. Родителите му се развеждат скоро след неговото раждане и той израства във фамилната къща на Абът в селището Сеневил до Монреал. Плъмър е двуезичен. Той започва да учи за пианист но още в ранна възраст развива любов към театъра и започва да играе в гимназията. За да набере опит, Плъмър пътува заедно с „Канадския репертоарен театър“.

### Кариера
Кариерата му се простира през пет десетилетия, името му се свързва сред ценителите на киното, най-вече с ролята му на капитан Георг фон Трап във филма „Звукът на музиката“ (1965). Вестник „Ню Йорк Таймс“ го нарича: „Най-внушителният актьор на Северна Америка.“, а лондонският „Обзървър“ добавя, че Плъмър е естествения приемник на сър Лорънс Оливие.  Сред последните му роли са изпълнения в „Сделката на доктор Парнасъс“ (2009) на Тери Гилиъм и „Последната гара“ (2009) за който получава номинация за „Оскар“ в категорията за най-добър поддържащ актьор. 
Получава многобройни награди, включително Оскар, 2 награди Еми, 2 награди Тони, Златен глобус и БАФТА. Той печели Оскар за ролята си в „Новаци“ през 2012 г., на 82 години, което го поставя в книгата на рекордите и го прави най-възрастният актьор, който е печелил Оскар. През 2018 г. на 88 години той става и най-възрастният номиниран актьор за Оскар, когато получава номинация за работата си във филма „Всичките пари на света“.

### Личен живот
Кристофър Плъмър е баща на актрисата Аманда Плъмър, позната с ролите си в „Криминале“ на Куентин Тарантино и „Кралят на рибарите“ на Тери Гилиъм.

### Смърт
Кристофър Плъмър умира на 5 февруари 2021 г. в дома си в Уестън, Кънектикът, на 91 години, след като претърпява усложнения от падане.  Семейството му публикува изявление, в което съобщава, че Плъмър „е починал спокойно в дома си в Кънектикът със съпругата си Илейн Тейлър до него“. 

## Избрана филмография
| година | филм                               | оригинално заглавие                    | роля                                | режисьор                 | бележки                           |
| ------ | ---------------------------------- | -------------------------------------- | ----------------------------------- | ------------------------ | --------------------------------- |
| 1964   | Падането на римската империя       | The Fall of the Roman Empire           | Комод                               | Антъни Ман               |                                   |
| 1965   | Звукът на музиката                 | The Sound of Music                     | Капитан Фон Трап                    | Робърт Уайз              |                                   |
| 1975   | Завръщането на розовата пантера    | The Return of the Pink Panther         | сър Чарлс Литън                     | Блейк Едуардс            |                                   |
| 1975   | Човекът, който искаше да бъде крал | The Man Who Would Be King              | Ръдиард Киплинг                     | Джон Хюстън              |                                   |
| 1983   | Птиците умират сами                | The Thorn Birds                        | Архиепископ Виторио Контини-Верчезе | Дерил Дюк                | ТВ сериал                         |
| 1991   | Стар Трек VI: Неоткритата страна   | Star Trek VI: The Undiscovered Country | генерал Чанг                        | Николас Мейер            |                                   |
| 1995   | Дванайсет маймуни                  | 12 Monkeys                             | д-р Гоинс                           | Тери Гилиъм              |                                   |
| 1999   | Вътрешен човек                     | The Insider                            | Майк Уолъс                          | Майкъл Ман               |                                   |
| 2001   | Красив ум                          | A Beautiful Mind                       | д-р Росен                           | Рон Хауърд               |                                   |
| 2002   | Арарат                             | Ararat                                 | Давид                               | Атом Егоян               |                                   |
| 2004   | Съкровището                        | National Treasure                      | Джон Адамс Гейтс                    | Джонатан Туртелтауб      |                                   |
| 2005   | Сириана                            | Syriana                                | Дийн Уайтинг                        | Стивън Гаан              |                                   |
| 2006   | Къщата на езерото                  | The Lake House                         | Саймън Уайлър                       | Алехандро Агрести        |                                   |
| 2009   | Сделката на доктор Парнасъс        | The Imaginarium of Doctor Parnassus    | Д-р Парнасъс                        | Тери Гилиъм              |                                   |
| 2009   | В небето                           | Up                                     | Чарс Манц                           | Пит Доктър, Боб Питърсън | глас                              |
| 2009   | Последната гара                    | The Last Station                       | Лев Толстой                         | Майкъл Хофман            | номинация – Оскар и Златен глобус |
| 2010   | Новаци                             | Beginners                              | Хал Филдс                           | Майк Милс                | Оскар, Златен глобус, БАФТА       |
| 2011   | Мъжете, които мразеха жените       | The Girl with the Dragon Tattoo        | Хенрик Вангер                       | Дейвид Финчър            |                                   |
| 2015   | Дани Колинс                        | Danny Collins                          | Франк Гръбмън                       | Дан Фогелман             |                                   |
| 2019   | Вземете ножове                     | Knives Out                             | Харлан Тромби                       | Райън Джонсън            |                                   |